# Montireau
Montireau település Franciaországban, Eure-et-Loir megyében. Lakosainak száma 136 fő (2022. január 1.). Montireau Montlandon községgel határos.

## Népesség
A település népességének változása:
| Lakosok száma | 128  | 110  | 138  | 115  | 145  | 142  | 140  | 139  | 138  | 136  |
|               | 1968 | 1982 | 1990 | 2006 | 2013 | 2015 | 2017 | 2019 | 2020 | 2022 |